# Транспорт Польщі
Транспорт Польщі представлений автомобільним , залізничним , повітряним , водним (морським, річковим)  і трубопровідним , у населених пунктах  та у міжміському сполученні діє громадський транспорт пасажирських перевезень. Площа країни дорівнює 312 685 км² (70-те місце у світі). Форма території країни — компактна; максимальна дистанція з півночі на південь — 635 км, зі сходу на захід — 690 км. Географічне положення Польщі дозволяє країні контролювати транспортні шляхи між країнами Західної, Центральної та Східної Європи; морські транспортні шляхи в акваторії Балтійського моря.

## Автомобільний
Загальна довжина автошляхів у Польщі, станом на 2012 рік, дорівнює 412 035 км, з яких 280 719 км із твердим покриттям (2 418 км швидкісних автомагістралей) і 131 316 км без нього (16-те місце у світі).

## Залізничний
Загальна довжина залізничних колій країни, станом на 2014 рік, становила 19 837 км (16-те місце у світі), з яких 395 км широкої 1524-мм колії, 19 442 км стандартної 1435-мм колії (11 899 км електрифіковано).

## Повітряний
У країні, станом на 2013 рік, діє 126 аеропортів (47-ме місце у світі), з них 87 із твердим покриттям злітно-посадкових смуг і 39 із ґрунтовим. Аеропорти країни за довжиною злітно-посадкових смуг розподіляються наступним чином (у дужках окремо кількість без твердого покриття):
- довші за 10 тис. футів (>3047 м) — 5 (0);
- від 10 тис. до 8 тис. футів (3047-2438 м) — 30 (0);
- від 8 тис. до 5 тис. футів (2437—1524 м) — 36 (1);
- від 5 тис. до 3 тис. футів (1523—914 м) — 10 (17);
- коротші за 3 тис. футів (<914 м) — 6 (21)[1].

У країні, станом на 2015 рік, зареєстровано 6 авіапідприємств, які оперують 92 повітряними суднами. За 2015 рік загальний пасажирообіг на внутрішніх і міжнародних рейсах становив 4,8 млн осіб. За 2015 рік повітряним транспортом було перевезено 120,0 млн тоннокілометрів вантажів (без врахування багажу пасажирів).
У країні, станом на 2013 рік, споруджено і діє 6 гелікоптерних майданчиків.
Польща є членом Міжнародної організації цивільної авіації (ICAO). Згідно зі статтею 20 Чиказької конвенції про міжнародну цивільну авіацію 1944 року, Міжнародна організація цивільної авіації для повітряних суден країни, станом на 2016 рік, закріпила реєстраційний префікс — SP, заснований на радіопозивних, виділених Міжнародним союзом електрозв'язку (ITU). Аеропорти Польщі мають літерний код ІКАО, що починається з — EP.

## Водний

### Морський
Головні морські порти країни: Ґданськ, Ґдиня, Свіноуйсьце. СПГ-термінали для імпорту скрапленого природного газу діють у портах: Свіноуйсьце.
Морський торговий флот країни, станом на 2010 рік, складався з 9 морських суден з тоннажем більшим за 1 тис. реєстрових тонн (GRT) кожне (118-те місце у світі), з яких: суховантажів — 7, танкерів для хімічної продукції — 1, вантажно-пасажирських суден — 1.
Станом на 2010 рік, кількість морських торгових суден, що зареєстровані під прапорами інших країн — 106 (Антигуа і Барбуди — 2, Багамських Островів — 34, Кіпру — 24, Ліберії — 13, Мальти — 21, Сент-Вінсенту і Гренадин — 3, Вануату — 9).

### Річковий
Загальна довжина судноплавних ділянок річок і водних шляхів, доступних для суден з дедвейтом понад 500 тонн, 2009 року становила 3 997 км (27-ме місце у світі). Головні водні транспортні артерії країни: Одра з притоками Варта, Нотець і Вісла з притокою Західний Буг, а також канали, що сполучають їх.
Головні річкові порти країни: Щецин на Одері.

## Трубопровідний
Загальна довжина газогонів у Польщі, станом на 2013 рік, становила 14 198 км; нафтогонів — 1 374 км; продуктогонів — 777 км.

## Державне управління
Держава здійснює управління транспортною інфраструктурою країни через міністерство інфраструктури та будівництва. Станом на 23 грудня 2015 року міністерство в уряді Беати Шидло очолював Андрей Адамчук.

### Українською
- Атлас. 10-11 клас. Економічна і соціальна географія світу / упорядники :  О. Я. Скуратович, Н. І. Чанцева. — К. : ДНВП «Картографія», 2010. — ISBN 978-966-475-639-3.
- Атлас світу / голов. ред. І. С. Руденко ; зав. ред. В. В. Радченко ; відп. ред. О. В. Вакуленко. — К. : ДНВП «Картографія», 2005. — 336 с. — ISBN 9666315467.
- Безуглий В. В. Економічна і соціальна географія зарубіжних країн : Навчальний посібник. — К. : ВЦ «Академія», 2007. — 704 с. — ISBN 978-966-580-239-6.
- Безуглий В. В., Козинець С. В. Регіональна економічна і соціальна географія світу : Навчальний посібник. — видання 2-ге, доп., перероб. — К. : ВЦ «Академія», 2007. — 688 с. — ISBN 966-580-144-9.
- Дахно І. І. Країни світу: Енциклопедичний довідник / І. І. Дахно, С. М. Тимофієв. — К. : Мапа, 2011. — 606 с. — (Бібліотека нового українця) — ISBN 978-966-8804-23-6.
- Дахно І. І. Економічна географія зарубіжних країн : навчальний посібник. — К. : Центр учбової літератури, 2014. — 319 с. — ISBN 978-611-01-0682-5.
- Дорошенко В. І. Географія транспорту : Навчальний посібник / В. І. Дорошенко, К. Д. Діденко. — К. : Київський нац. ун-т ім. Т. Шевченка, 2010. — 183 с. — ISBN 978-966-439-329-1.
- Дубович І. А. Країнознавчий словник-довідник. — 5-те вид., перероб. і доп. — К. : Знання, 2008. — 839 с. — ISBN 978-966-346-330-8.
- Економічна і соціальна географія країн світу : Навчальний посібник / За ред. С. П. Кузика. — Л. : Світ, 2002. — 672 с. — ISBN 966-603-178-7.
- Зарубіжна транспортна географія : навчальний посібник / уклад. : Петрашевський О. Л. и др. — К. : Національний транспортний університет, 2015. — 95 с. — ISBN 978-966-632-227-5.
- Юрківський В. М. Регіональна економічна і соціальна географія. Зарубіжні країни : Підручник. — К. : Либідь, 2001. — 416 с. — ISBN 966-06-0092-5.

### Англійською
- (англ.) Modern Transport Geography / Hoyle, B. and R. Knowles (eds). — Second Edition,. — London : Wiley, 1998.
- (англ.) Rodrigue, J-P. The Geography of Transport Systems. — Fourth Edition. — N. Y. : Routledge, 2017. — 440 с. — ISBN 978-1138669574.
- (англ.) Taaffe E. J., Gauthier H. L. and O'Kelly M. E. Geography of transportation. — Second Edition. — N. Y. : Prentice Hall, 1996. — ISBN 0-13-368572-1.
- (англ.) Black, W. Transportation: A Geographical Analysis. — N. Y. : Guilford, 2003.

### Російською
- (рос.) Максаковский В. П. Географическая картина мира. Книга I: Общая характеристика мира. — М. : Дрофа, 2008. — 495 с. — ISBN 978-5-358-05275-8.
- (рос.) Максаковский В. П. Географическая картина мира. Книга II: Региональная характеристика мира. — М. : Дрофа, 2009. — 480 с. — ISBN 978-5-358-06280-1.
- (рос.) Физико-географический атлас мира. — М. : Академия наук СССР и главное управление геодезии и картографии ГГК СССР, 1964. — 298 с.
- (рос.) Шаповал Н. С. Транспортная география и транспортные системы мира : учебное пособие. — К. : Центр учбової літератури, 2006. — 188 с. — ISBN 000-0000-00-4.
- (рос.) Экономическая, социальная и политическая география мира. Регионы и страны / под ред. С. Б. Лаврова, Н. В. Каледина. — М. : Гардарики, 2002. — 928 с. — ISBN 5-8297-0039-5.
- (рос.) Энциклопедия стран мира / глав. ред. Н. А. Симония. — М. : НПО «Экономика» РАН, отделение общественных наук, 2004. — 1319 с. — ISBN 5-282-02318-0.